# Se buscan fulmontis (álbum)
Se buscan fulmontis es el undécimo álbum de estudio editado por la banda española de rock Los Enemigos. Conforma la banda sonora original de la película del mismo nombre dirigida por Álex Calvo-Sotelo. Es la segunda banda sonora original que compone el grupo, tras Tengo una casa, para la película homónima de Mónica Laguna.
Fue publicado en 1999 por la discográfica Virgin Records/Chewaka. La grabación tuvo lugar en mayo de 1999 en los estudios Sonoland (Madrid) bajo la producción de Carlos Martos, Álex Calvo-Sotelo y el propio grupo, con la colaboración de Raimundo Amador (guitarra) en siete de los cortes del disco. David Muñoz, cantante de Estopa, también colaboró haciendo coros en uno de los cortes. Para la confección del listado de temas de la banda sonora, Los Enemigos grabaron dos temas nuevos, dos revisiones de temas propios, seis versiones de otros artistas y cuatro incidentales.
El disco, aun sin haber sido grabado todavía, fue presentado en directo en la sala Pachá de Madrid, el 25 de febrero de 1999, aprovechando la fiesta de fin de rodaje de la película, en un concierto en el que también participó Raimundo Amador. De la banda sonora se extrajo el sencillo promocional «Resucitao».
Bajo el sello Alkilo discos, propiedad del propio grupo, se publicó una edición en LP de vinilo que incluyó dos canciones más: «Acojonao» (una segunda versión de la canción «I Will Survive» originalmente interpretada por Gloria Gaynor, que ya aparece versionada en el formato convencional bajo el título de «Resucitao») y la instrumental «Pisalibros».
Para la selección de los temas que componen la obra, el director de la película, Álex Calvo-Sotelo, le facilitó al grupo una lista de 40 canciones sobre las que escoger, dejándoles libertad a la hora de introducir los cortes incidentales. Finalmente se incluyeron, además de la versión del «I Will Survive» ya mencionada, otras versiones de artistas como Frank Zappa, Leño, Pive Amador o Palito Ortega. Las ventas se acercaron a los 10 000 ejemplares.

## Lista de canciones
1. Resucitao
2. El que no llora no mama
3. Autobús
4. Sin solución
5. Lavar y marcar
6. Aunque no seas virgen
7. La felicidad
8. Mi soledad
9. El vecino
10. Gitano de temporá
11. Quemo una casa
12. La otra orilla
13. Sueño
14. Nadie me quiere
15. Dirty love (overnite sensation version)

### Temas adicionales incluidos en la edición en vinilo
1. Acojonao
2. Pisalibros